# Guldbagge

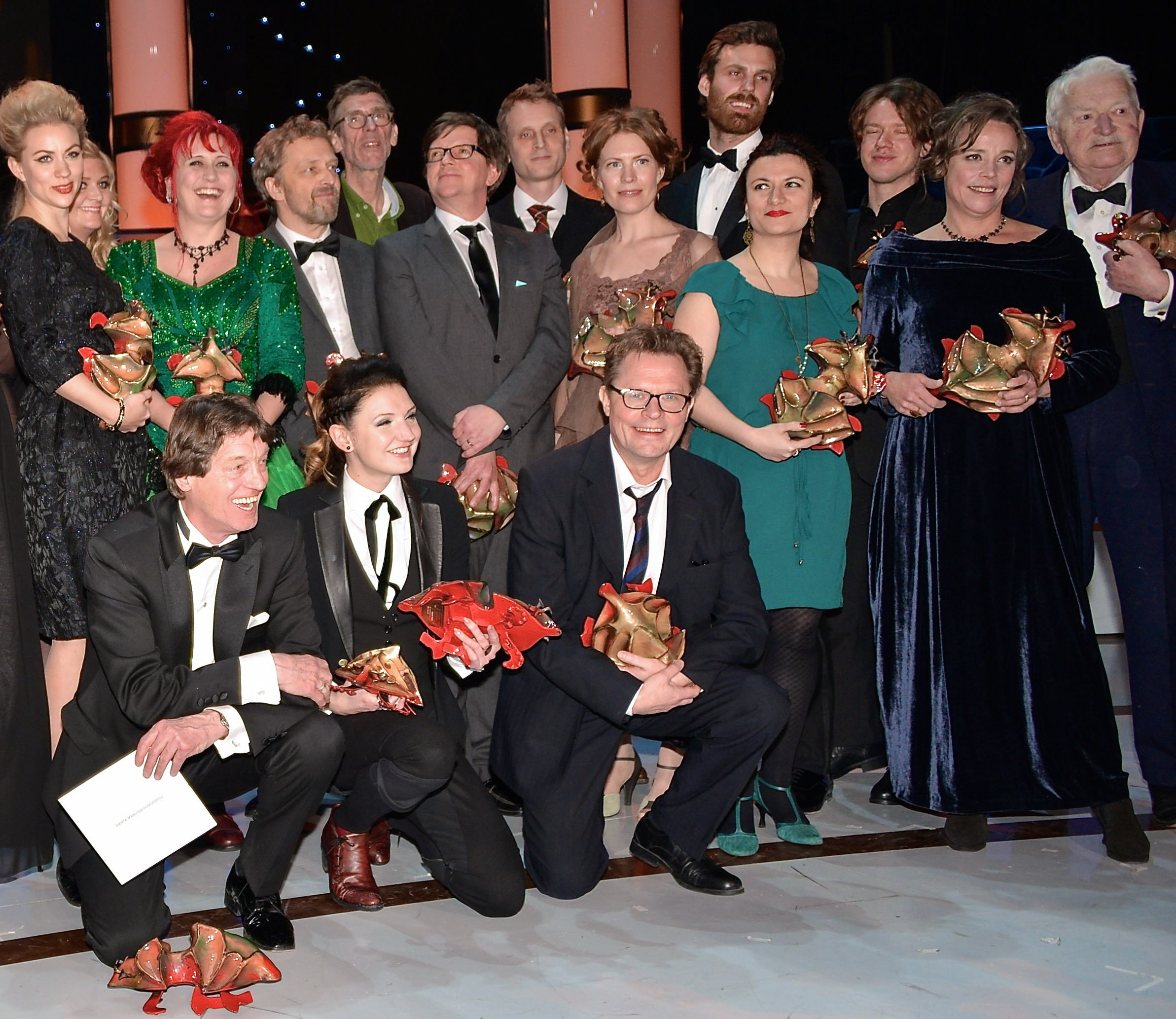
Enkele van de winnaars in 2013

De Guldbagge is een Zweedse filmprijs die sinds 1964 jaarlijks wordt uitgereikt door het Zweeds Filminstituut.
Guldbagge is de Zweedse naam voor gouden tor. De prijs zelf is een klein beeldje in de vorm van een tor. Het is gemaakt van beschilderd en verguld koper. Het ontwerp is van Karl Axel Pehrson. Een inscriptie met de naam van de winnaar en categorie is aan de onderkant van de tor gelijmd.

## Kritiek
Begin 2005 werd er kritiek op de prijs geleverd omdat slechts drie van de 33 films die in 2004 in première gingen waren genomineerd in zeven hoofdcategorieën (film, regie, acteur, actrice, mannelijke bijrol, vrouwelijke bijrol en scenario) en bekend werd dat de juryleden niet alle 33 films hadden gezien.

## Categorieën
De prijs wordt uitgereikt voor de beste prestaties in de volgende categorieën:
- Beste film
- Beste regie
- Beste scenario
- Beste cinematografie
- Beste vrouwelijke hoofdrol
- Beste mannelijke hoofdrol
- Beste vrouwelijke bijrol
- Beste mannelijke bijrol
- Beste editing
- Beste kostuumontwerp
- Beste geluid
- Beste make-up/kapsel
- Beste muziek
- Beste productieontwerp
- Beste visuele effecten
- Beste buitenlandse film[1]
- Beste korte film
- Beste documentaire
- Eervolle onderscheiding